# Gebirgsdruck
Als Gebirgsdruck bezeichnet man im Bergbau und im Tunnelbau eine unsichtbare Spannung, die um einen untertägigen Hohlraum oder auch im unverritzten Gebirge auftritt. Der Gebirgsdruck ist ein Auslöser für Gebirgsschläge.

## Gebirgsdrucktheorien
Über die Verteilung des Gebirgsdruckes und die Anhäufung von Druckspannungen im Gebirgskörper wurden bereits im 19. Jahrhundert mehrere Gebirgsdrucktheorien entwickelt. Im Jahr 1879 entwickelte Ritter eine Theorie über den Vertikaldruck bei Vernachlässigung der Tiefenlage. Diese Theorie wurde von anderen Ingenieuren wie Friedrich Engesser (1882) und Forchheimer (1882) weiter ausgebaut. 1913 entwickelte Bierbaumer die Theorie über den Vertikaldruck unter Berücksichtigung der Tiefenlage. Im Jahr 1920 kamen dann die Ausführungen von Suquet hinzu. Sehr verbreitet ist die Gebirgsdrucktheorie von Terzaghi aus dem Jahr 1946, die auch als Silodrucktheorie bezeichnet wird. Insgesamt wurden mehr als 20 Gebirgsdrucktheorien entwickelt, die sich teilweise ähnlich sind. Im Steinkohlenbergbau haben sich zwei Theorien durchgesetzt, die Gewölbetheorie nach Spackeler und die Lehmannsche Trogtheorie.

## Grundlagen
Jeder Körper übt aufgrund seiner Gewichtskraft einen bestimmten Druck auf den Untergrund aus, dies ist bei Gebirgsmassen nicht anders. Bei einer Teufe von 800 Metern erreicht dieser Druck eine Stärke von rund 20 Megapascal. Dies entspricht etwa 200 {\displaystyle kg/cm^{2}}. Der Druck des Gebirgskörpers ruft eine senkrechte Gebirgsspannung hervor, welche sich aufgrund der Struktur des Gebirgskörpers auch seitlich auswirkt. Da die Teilchen, aus denen sich das Gebirge zusammensetzt, sich nicht seitlich ausdehnen können, wirkt der Gebirgsdruck nach allen Seiten. Der tatsächliche Gebirgsdruck in einer bestimmten Teufe lässt sich nur schwer berechnen. Dies liegt an der Inhomogenität des Gebirgskörpers; nur bei sehr nachgiebigem Gebirge lässt sich der Druck genauer berechnen. Wegen der unterschiedlichen Auswirkungen unterscheidet man Drücke beim unverritzten und verritzten Gebirge.

## Unverritztes Gebirge
Unverritztes Gebirge befindet sich in einem Spannungszustand, der durch das Gewicht der überlagernden Gebirgsschichten verursacht wird. Der senkrechte Druck, der dort entsteht, wird als Überlagerungsdruck bezeichnet. Dieser Überlagerungsdruck hängt von der Gesteinsdichte und der Teufe ab. Der Druck im unverritzten Gebirge wirkt sowohl nach unten als auch seitlich, dabei ist der Vertikaldruck ebensogroß wie der Horizontaldruck. Dieses Druckgleichgewicht wird in der Nähe von Grubenbauen gestört.

## Verritztes Gebirge
Während sich der Gebirgsdruck bei unverritztem Gebirge auf die beiden Drücke Horizontaldruck und Überlagerungsdruck beschränken lässt, ist dies bei verritztem Gebirge nicht möglich. Durch das Herstellen eines bergmännischen Hohlraumes wird das vorhandene Gleichgewicht im Gebirge zerstört, dadurch wird die Spannungsverteilung im Gebirge verändert. Der Gebirgsdruck setzt sich aus einer Reihe von Einzelkräften von unterschiedlicher Richtung und Größe zusammen. Der österreichische Hochschullehrer Ladislaus von Rabcewicz teilte den Gebirgsdruck in mehrere den Ausbau belastende Kräfte auf, denen er unterschiedlichen Ursachen zuschrieb. Durch Auflockerung des Gebirges infolge bergbaulicher Tätigkeiten entsteht ein Druck, der als reiner Firstendruck oder auch als Auflockerungsdruck bekannt ist. Der echte Gebirgsdruck ist der Druck, der durch die Tektonik hervorgerufen wird. Beim echten Gebirgsdruck handelt es sich um einen Entlastungsvorgang im Gebirge. Bei diesem Entlastungsvorgang werden die durch die geschaffenen Hohlräume entstandenen Spannungsspitzen im Gebirge ausgeglichen. Dadurch werden die Kräfte auf weitere Bereiche des Gebirgskörpers aufgeteilt. Der Auflockerungsdruck entsteht durch Klüftungen im Gebirge und äußert sich hauptsächlich im Firstbereich. Eine weitere Druckform ist der Quelldruck, der durch verhinderte Sohlenhebung entsteht. In der Nähe von Grubenbauen überwiegt meistens der vertikale Druck. Dieser setzt sich aus dem Überlagerungsdruck und dem Zusatzdruck, auch Auflagerdruck genannt, zusammen. Der vertikale Druck kann ein Vielfaches des Überlagerungsdruckes ausmachen.

## Auswirkungen
Je nach Größe und Richtung wirkt sich der Gebirgsdruck unterschiedlich auf das verritzte Gebirge aus. Milde oder gebräche Gesteinsschichten brechen unter dem Gebirgsdruck ab. Lose aufgehäufte oder rollige Massen im Liegenden blähen sich auf und drücken so in den vorhandenen Hohlraum. Befinden sich solche Massen im Hangenden, so senken sie sich. Bedingt durch die Verteilung des Gebirgsdrucks und den Aufbau der Gesteinsschichten lastet nur ein geringer Teil des Druckes auf dem Ausbau. Der Ausbau muss also nur das Gewicht der unteren Gesteinsschichten tragen. Die Auswirkungen auf den Grubenbau sind stark von der Form des Querschnittes abhängig. Trapezförmige und rechteckige Querschnitte sind sehr ungünstige Formen. Bei diesen Querschnitten sind die Stöße starken Druckbeanspruchungen ausgesetzt. Im Bereich der Firste und der Sohle treten erhebliche Zugspannungen auf. Bei anderen Querschnittsformen, wie z. B. dem halbbogenförmigen Querschnitt, sind im Bereich der Firste die Zugspannungen abgeschwächt. Die günstigsten Querschnittsformen sind die Formen, die eine größere Höhe als Breite haben. Besonders günstige Verhältnisse bezüglich der Belastungen im Firstbereich weisen tropfenförmige Querschnitte auf.